# Dan Cole
Dan Cole (* 9. Mai 1987 in Leicester) ist ein englischer Rugby-Union-Spieler. Er spielt als Pfeiler für die englische Nationalmannschaft, die British and Irish Lions und die Leicester Tigers. 

## Kindheit und Ausbildung
Cole besuchte die Grundschule in Kibworth und später das Wyggeston & Queen Elizabeth I College in Leicester. Beim lokalen Verein South Leicester RFC spielte er als Flügelstürmer. 

## Karriere

### Verein
Cole wurde erstmals in der Saison 2008/09 für die Leicester Tigers eingesetzt. Zuvor war er von South Leicester in die Akademie der Tigers gewechselt. In seiner ersten Saison gewannen die Tigers die englische Meisterschaft. Diesen Erfolg konnten sie 2010 und 2013 wiederholen. Zudem gewann Cole mit Leicester den Anglo-Welsh Cup (2012 und 2017) und erreichte 2009 das Finale im Heineken Cup, dem höchsten europäischen Vereinswettbewerb.

### Nationalmannschaft
Cole gab sein Debüt für die englische Nationalmannschaft im Februar 2010 gegen Wales. Seinen ersten Versuch legte er in seinem dritten Länderspiel gegen Irland. Im folgenden Jahr war er Teil des englischen Kaders für die Weltmeisterschaft 2011. Auch 2015 und 2019 gehörte er zum Aufgebot. Bis zum Sommer 2013, als er für die Lions aktiv war, wurde er in 40 der 41 Länderspiele eingesetzt. Er wurde 2013 in allen drei Spielen der Lions gegen Australien eingewechselt. Auch 2017 war er Teil der britisch-irischen Auswahl, kam aber in der Testserie gegen Neuseeland nicht zum Einsatz. 2016 hatte er zuvor mit England den Grand Slam bei den Six Nations gewonnen.